# Kiss László (színművész, 1919–1968)
Kiss László (Segesvár, 1919. május 13. – Marosvásárhely, 1968. január 14.) romániai magyar színész, költő, próza- és drámaíró.

## Életútja

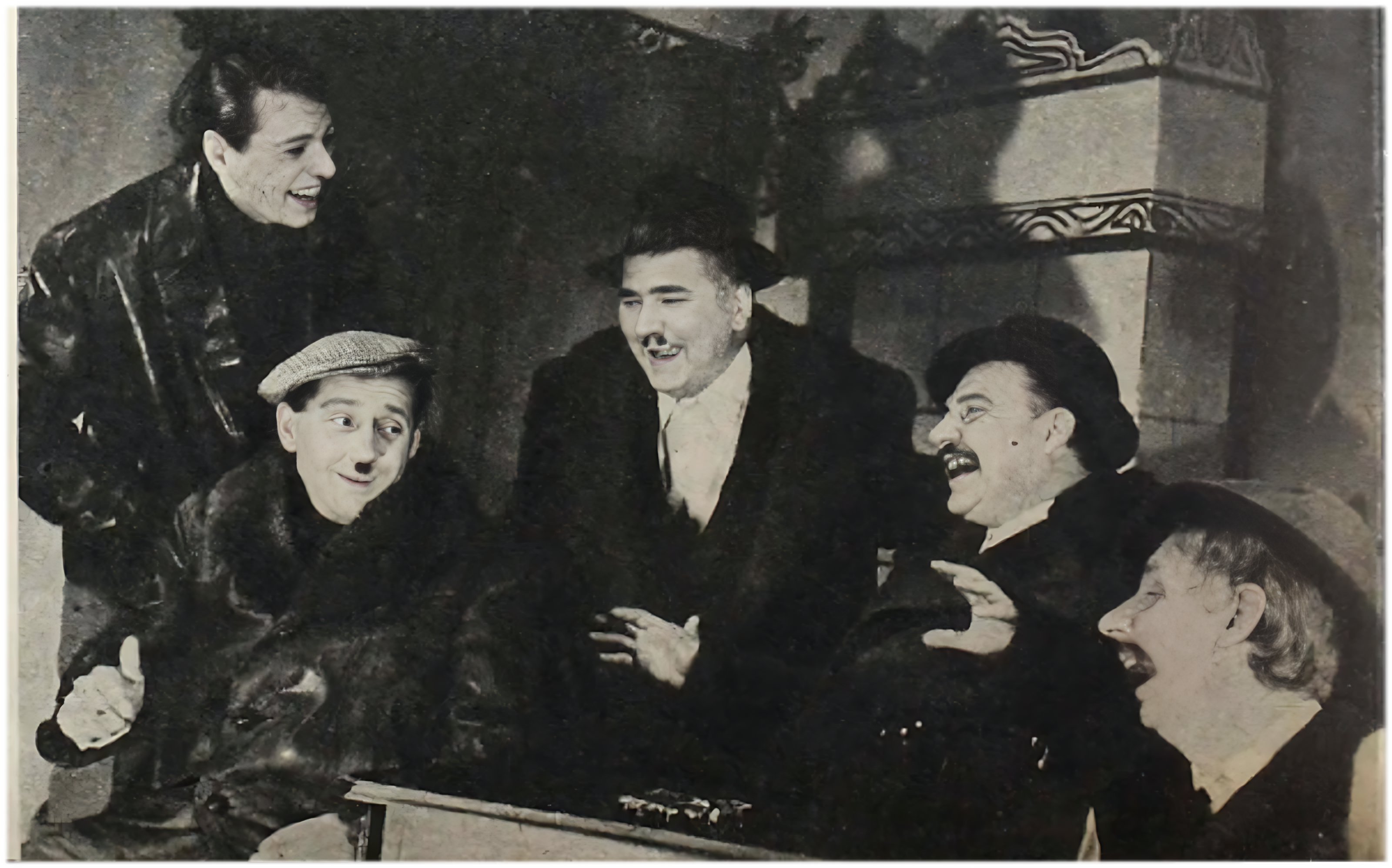
Balról: Ferenczy István, Tarr László, Tamás Ferenc, Kiss László és Gyarmati István A fül című darabban 1967-ben Marosvásárhelyen

Medgyesen járt középiskolába, Marosvásárhelyen tette le az érettségit (1937). Tisztviselő, majd a Keleti Újság tudósítója. Húszéves korában megjelentetett verseskötetének tanúsága szerint forradalmi indulatú költőnek indult. Színészi tehetségére Tompa Miklós figyelt fel: 1947-től a marosvásárhelyi Székely Színház művésze. 1952-ben bemutatott Vihar a havason c. színműve (Kováts Dezsővel) a marosvölgyi román és magyar famunkások közös harcát idézi. Egyszerű emberekről szólnak szépprózai írásai is. Kutyavásár című kiadatlan színjátékát (1974) Temesvárt játszották. Mint karikaturista is ismert volt, nem véletlen, hogy Wilhelm Busch humoros rajzokhoz szerzett verseit szívesen fordította magyarra. Festett és szobrászkodott is. Festményei, karikatúrái, kerámiatárgyai hagyatékában maradtak fenn.

## Kötetei
- Önmagam ellen (versek, Marosvásárhely, 1939)
- Vihar a havason (színmű három felvonásban, társszerző Kováts Dezső, 1953. Románul Al. Kirițescu és Aurel Bontaș fordításában, 1954)
- Jó reggelt! (karcolatok, Marosvásárhely, 1956)
- Alexander Tietz: Az aranyhajú lovas. Bánáthegyi mesék; feldolg. Kiss László; Ifjúsági, Bukarest, 1967 (Mesetarisznya)